# Лонџино
Лонџино (грч. Παλιάμπελα, Палијамбела) је насељено место у општини Пидна-Колиндрос у периферији Средишња Македонија, Грчка. Према попису из 2021. године било је 152 становника.
Лонџино је хеленизовано словенско насеље. Налази се четири километара западно од Либанова. На попису из 1991. године имало је 294 становника.